# Жизнь Клима Самгина (телесериал)
«Жизнь Кли́ма Самгина́» — 14-серийный художественный телефильм режиссёра Виктора Титова по одноимённому роману Максима Горького. Снимался с 1983 года. Сериал впервые показан по телевидению в марте — апреле 1988 года.
Фильм описывает жизнь русского интеллигента Клима Самгина на фоне грандиозной панорамы русской жизни с 1877 года по 1917 год.

## Съёмочная группа
- Режиссёр: Виктор Титов
- Сценарий: Александр Лапшин, Виктор Титов
- Художник: Юрий Пугач
- Оператор: Владимир Ильин
- Композитор: Николай Мартынов

## Серии
| Эпизод | Название      | Время действия | Место действия             | Основные события |
| ------ | ------------- | -------------- | -------------------------- | --- |
| 1      | Детство       | 1877—1893      | родной город Клима         | Рождение в семье интеллигентов-либералов. Отрочество. Гибель Бориса Варавки. |
| 2      | Юность        | 1894           | родной город Клима         | Учёба в старших классах гимназии. Неудачная попытка самоубийства Макарова. Первый сексуальный опыт с белошвейкой Маргаритой Вагановой.                                                                               |
| 3      | Петербург     | 1895           | Санкт-Петербург            | Учёба в Санкт-Петербургском университете. Непродолжительный роман с Серафимой Нехаевой. |
| 4      | Провинция     | 1896           | родной город Клима         | Кратковременная поездка на родину. Знакомство с купцом Владимиром Лютовым. Гибель мужика во время подъёма колокола.                                                                                                  |
| 5      | Москва        | 1896           | Москва                     | Кутежи у Лютова. Встреча Николая II перед коронацией в Москве. Ходынская катастрофа, во время которой погибает несколько знакомых Клима.                                                                             |
| 6      | Перед выбором | 1897—1899      | Москва                     | Первый обыск. Венчание с Варварой Антиповой. Помощь марксисту Кутузову. Второй обыск и арест. Отказ от сотрудничества с жандармами.                                                                                  |
| 7      | Одиночество   | 1902           | Москва, провинция          | Адвокатская практика. Сцена крестьянского бунта. Сближение с постояльцем Митрофановым. Связь с Марией Никоновой. Измена жены.                                                                                        |
| 8      | Воскресение   | 1904—1905      | Санкт-Петербург            | Кровавое воскресенье. |
| 9      | Восстание     | 1905           | Москва                     | Второй арест. Похороны Баумана. Столкновение с черносотенцами во время похорон Туробоева. Начало восстания в Москве.                                                                                                 |
| 10     | Баррикада     | 1905           | Москва                     | Рядом с домом Клима возводится баррикада. Вопреки своему желанию, Самгин помогает её защитникам. Убийство Митрофанова баррикадниками.                                                                                |
| 11     | Радение       | 1906—1908      | Русьгород                  | Знакомство с поручиком Трифоновым. Купчиха Марина Зотова приглашает Клима в качестве поверенного. Выясняется, что она — кормчая сектантского «корабля». Роман с Дуняшей Стрешневой.                                  |
| 12     | За границей   | 1909—1912      | Женева, Париж, Лондон      | Встреча с матерью. Самоубийство Лютова. Попытка конкурентов Зотовой подкупить Клима. Знакомство с творчеством Босха; в изображённом на картине «Искушение Святого Антония» святом в окружении чудовищ он видит себя. |
| 13     | Зрелость      | 1912—1913      | Русьгород, Санкт-Петербург | Следствие по делу об убийстве Зотовой. Смерть и похороны жены. Начало адвокатской практики в Петербурге. |
| 14     | Распад        | 1914—1917      | Санкт-Петербург, фронт     | Кутежи у присяжного поверенного Прозорова. Роман с его женой Еленой. Первая мировая война. Убийство Тагильского. Февральская революция.                                                                              |

## В ролях
- Андрей Руденский — Клим Иванович Самгин
- Леонид Горелик — Клим в детстве
- Елена Соловей — Вера Петровна Самгина, мать Клима
- Эрнст Романов — Иван Акимович Самгин, отец Клима
- Армен Джигарханян — Тимофей Степанович Варавка, отчим Клима
- Валентина Якунина — Лидия Варавка
- Сергей Колтаков — доктор Константин Макаров, друг Клима
- Яков Степанов — Иван Дронов, друг Клима
- Светлана Крючкова — Любовь Сомова
- Сергей Бехтерев — Степан Томилин, домашний учитель Клима
- Михаил Глузский — Яков Акимович Самгин, дядя Клима
- Михаил Данилов — Катин, писатель
- Галина Чигинская — жена Катина
- Наталья Егорова — Маргарита, первая женщина Клима
- Наталья Гундарева — Марина Петровна Зотова (Премирова)
- Алексей Жарков — Владимир Васильевич Лютов, купец первой гильдии, друг Клима
- Андрей Болтнев — Попов, жандармский полковник
- Лариса Гузеева — Елизавета Спивак
- Евгения Глушенко — Мария Ивановна Никонова
- Александр Галибин — Диомидов / Николай II
- Светлана Смирнова — Варвара Варфоломеевна Антипова, затем Самгина, жена Клима
- Александр Суснин — Суслов
- Андрейс Жагарс — Степан Кутузов, большевик
- Александр Калягин — Иван Митрофанов / Яков Котельников, агент охранки
- Наталья Лапина — Алина Телепнёва
- Игорь Владимиров — Андрей Сергеевич Прозоров, присяжный поверенный, патрон Клима
- Наталья Данилова — Елена Викентьевна Прозорова
- Сергей Маковецкий — Дмитрий Самгин, брат Клима
- Сергей Лосев — доктор Сомов
- Владик Дитковский — Борис Варавка
- Андрей Харитонов — Игорь Туробоев
- Анатолий Рудаков — дворник Николай / хромой мужик
- Владимир Трещалов — Савва Морозов
- Виктор Костецкий — Георгий Гапон
- Валентин Гафт — Валерий Николаевич Трифонов, офицер-пьяница
- Ирина Мазуркевич — Серафима Нехаева, любовница Клима
- Валерий Кравченко — Александр Судаков, анархист
- Любовь Руденко — Дуняша (Евдокия Стрешнева), певица, любовница Клима (вокал — Евгения Смольянинова)
- Владимир Сошальский — Валентин Безбедов, племянник мужа Зотовой
- Всеволод Шиловский — Захар Петрович Бердников, делец
- Алексей Локтев — Григорий Попков, зять Бердникова
- Ирина Розанова — Тося, сожительница Дронова
- Любовь Соколова — Анфимьевна
- Надежда Бутырцева — Алина
- Виктор Бычков — пчеловод
- Николай Дик — чиновник
- Ирина Купченко — дама на приёме у адвоката
- Валентин Голубенко — Кубасов, печник
- Борис Берхин — крестьянин
- Игорь Эрельт — диакон Ипатьевский
- Виктор Проскурин — Антон Никифорович Тагильский, следователь
- Николай Боярский — дядя Хрисанф, отчим Варвары
- Валентин Букин — медник
- Виктор Евграфов — Антон, муж Лидии Варавки
- Анатолий Сливников — кочегар
- Игорь Ефимов — доктор
- Евгений Платохин — Филимон Матвеевич, школьный учитель
- Юрий Гурьянов — проповедник
- Андрей Щукин — буржуй-оратор
- Любовь Тищенко — Павля
- Виктор Михайлов[англ.] — Иноков, анархист-экспроприатор (роль озвучил — Сергей Паршин)
- Эдуардас Кунавичюс — Егор Васильевич
- Владимир Турков — попрошайка на кладбище (эпизод)[1]

## Награды
- Почётный диплом «Мансьон спесиаль» 4-й серии фильма «Провинция. 1886 год» на Телевизионном фестивале в Монте-Карло (1989).
- Профессиональная премия киностудии «Ленфильм» 1988 года художнику Юрию Пугачу (1989).